# Glaine-Montaigut
Glaine-Montaigut ist eine französische Gemeinde in der Region Auvergne-Rhône-Alpes im Département Puy-de-Dôme im Arrondissement Clermont-Ferrand und eine der zehn Gemeinden des Kantons Billom.
Die Gemeinde umfasst 12,92 Quadratkilometer auf 326 bis 531 m Meereshöhe mit 599 Einwohnern (Stand 1. Januar 2022). Sie liegt 25 km östlich von Clermont-Ferrand und 6 km nordöstlich von Billom. Der Name der Gemeinde erinnert an die alte Pfarrei Saint-Jean-de-Glaine und an das Schloss Montaigut-Listenois.

## Geschichte
Das heutige Dorf Glaine-Montaigut hieß in gallorömischer Epoche Glannius, im 11. Jahrhundert Gladinas, im 16. Jahrhundert Gleygnes, im 18. Jahrhundert St.-Jean de Glanes, daraus wurde in der Zeit der Revolution Glaine-Montaigut, durch die Zusammenlegung mit dem Dorf Montaigut, das 2 km oberhalb des Ortszentrums liegt. Man kann  heute noch bedeutende Ruinen des Château Montaigut-Listenois erkennen, des ehemaligen Stammsitzes einer großen Familie, die im Mittelalter großen Einfluss besaß.

## Sehenswürdigkeiten

### Kirche Saint-Jean

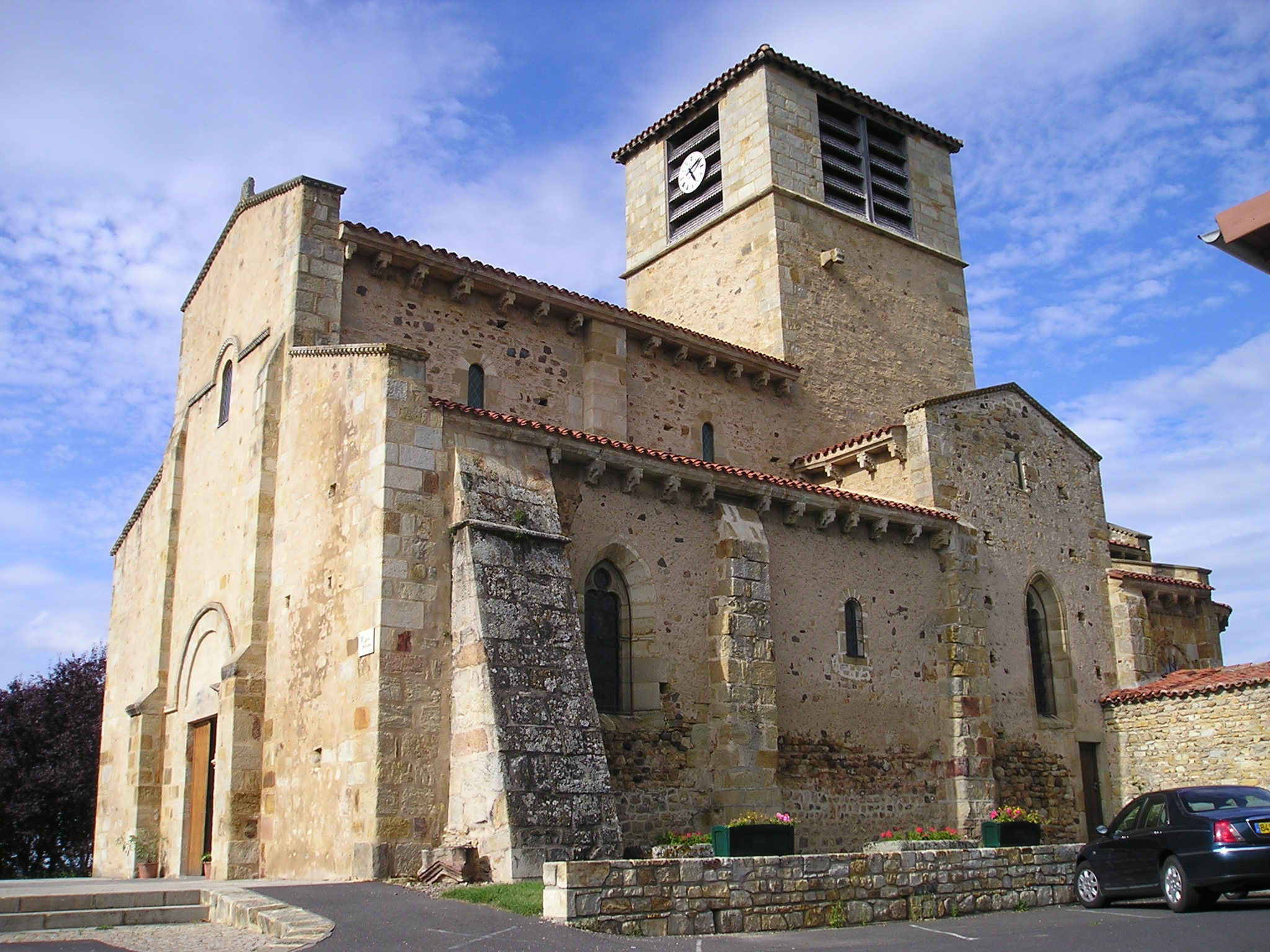
St-Jean, Außenansicht
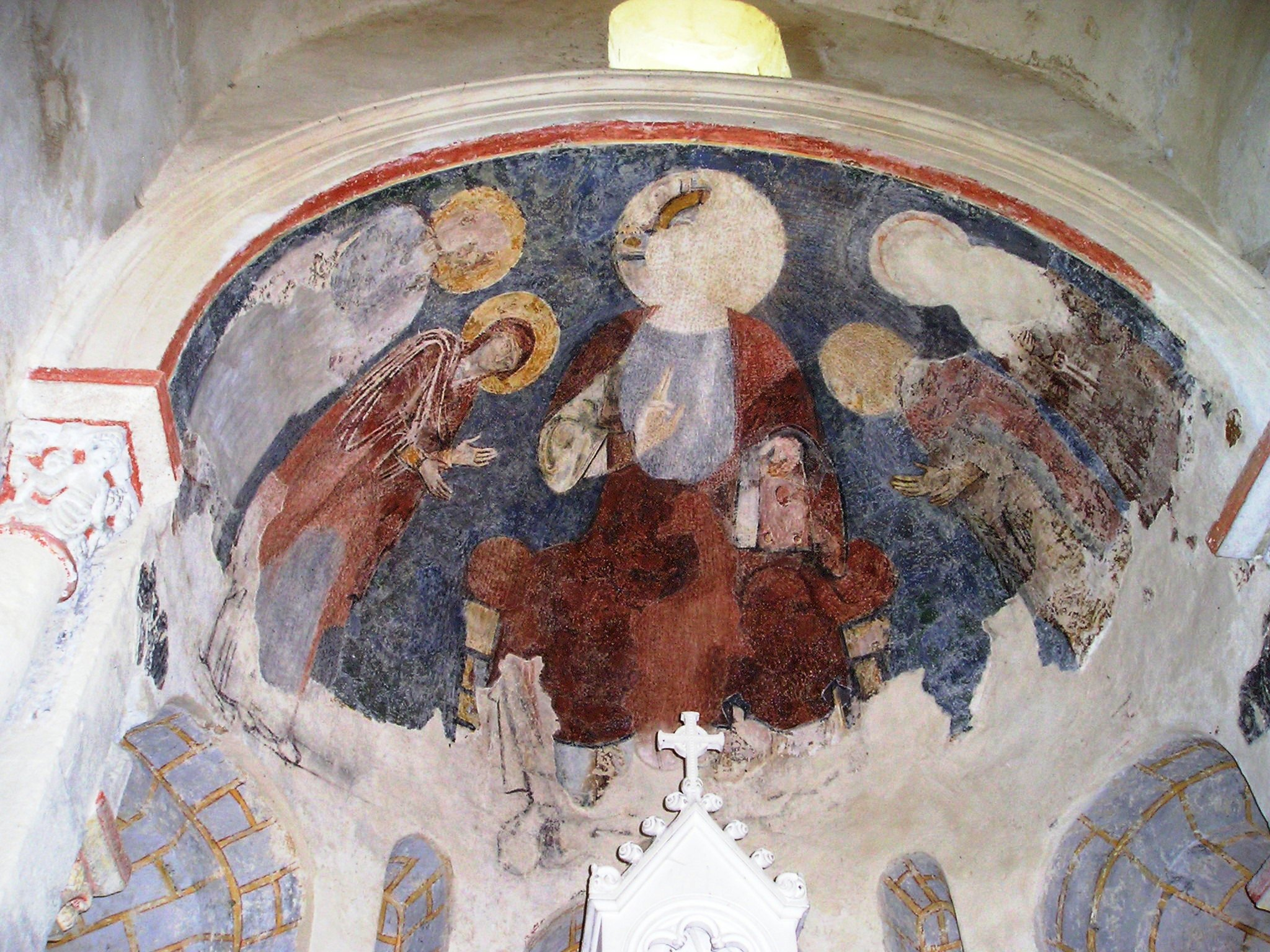
St-Jean, Fresko in der Chorapside
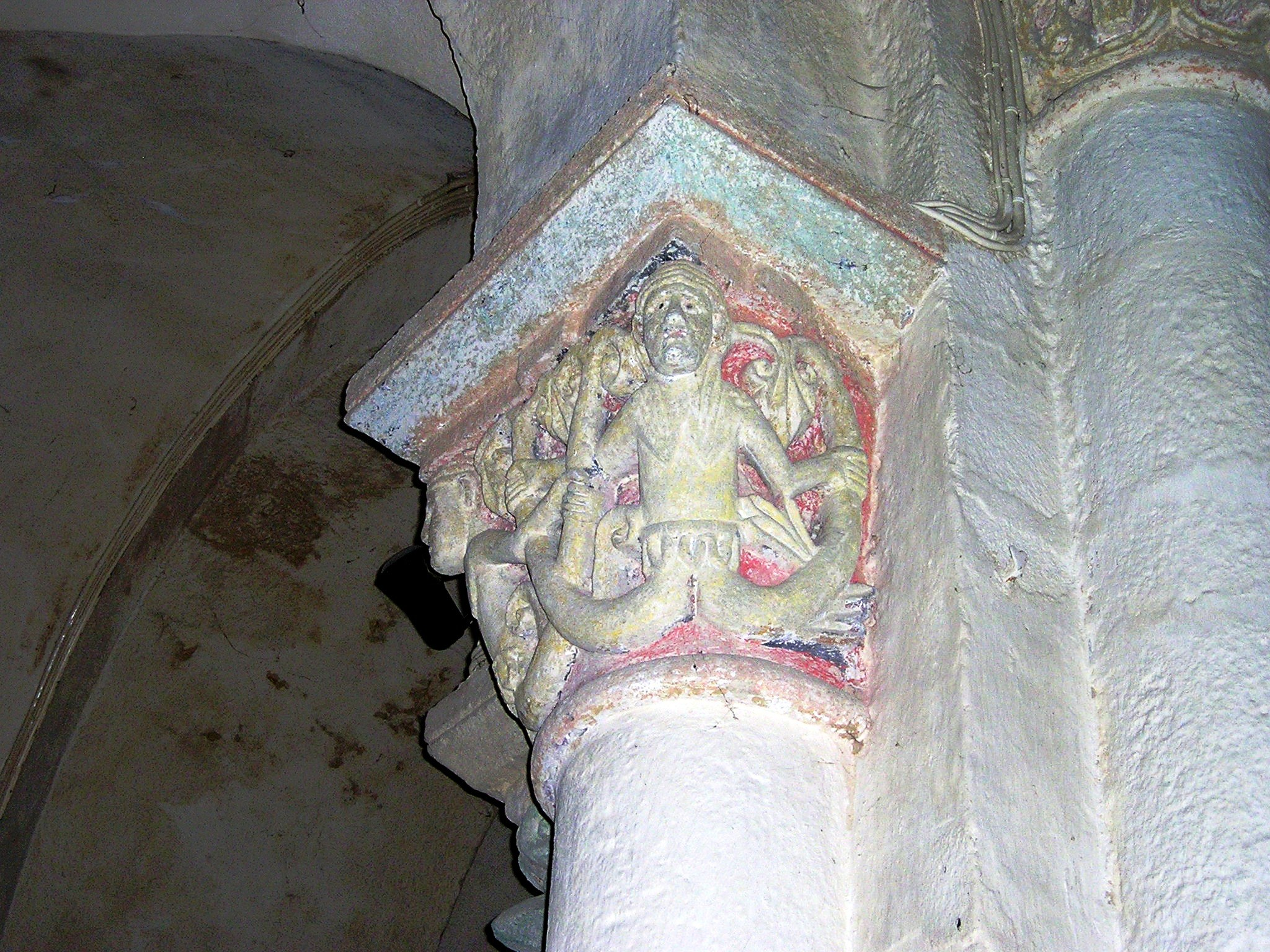
St-Jean, eines der Kapitelle

### Weiteres
- Ruinen des Schlosses Montaigut
- Wegkreuze, Brunnen und Lavoirs